# غاري بورنس (لاعب هوكي الجليد)
غاري بورنس (بالإنجليزية: Gary Burns)‏ هو لاعب هوكي الجليد أمريكي، ولد في 16 يناير 1955.

## وصلات خارجية
- غاري بورنس على موقع دوري الهوكي الوطني (الإنجليزية)
- غاري بورنس على موقع EliteProspects.com (الإنجليزية)
- غاري بورنس على موقع HockeyDB.com (الإنجليزية)
- غاري بورنس على موقع Hockey-Reference.com (الإنجليزية)